# Paralelo 43 N

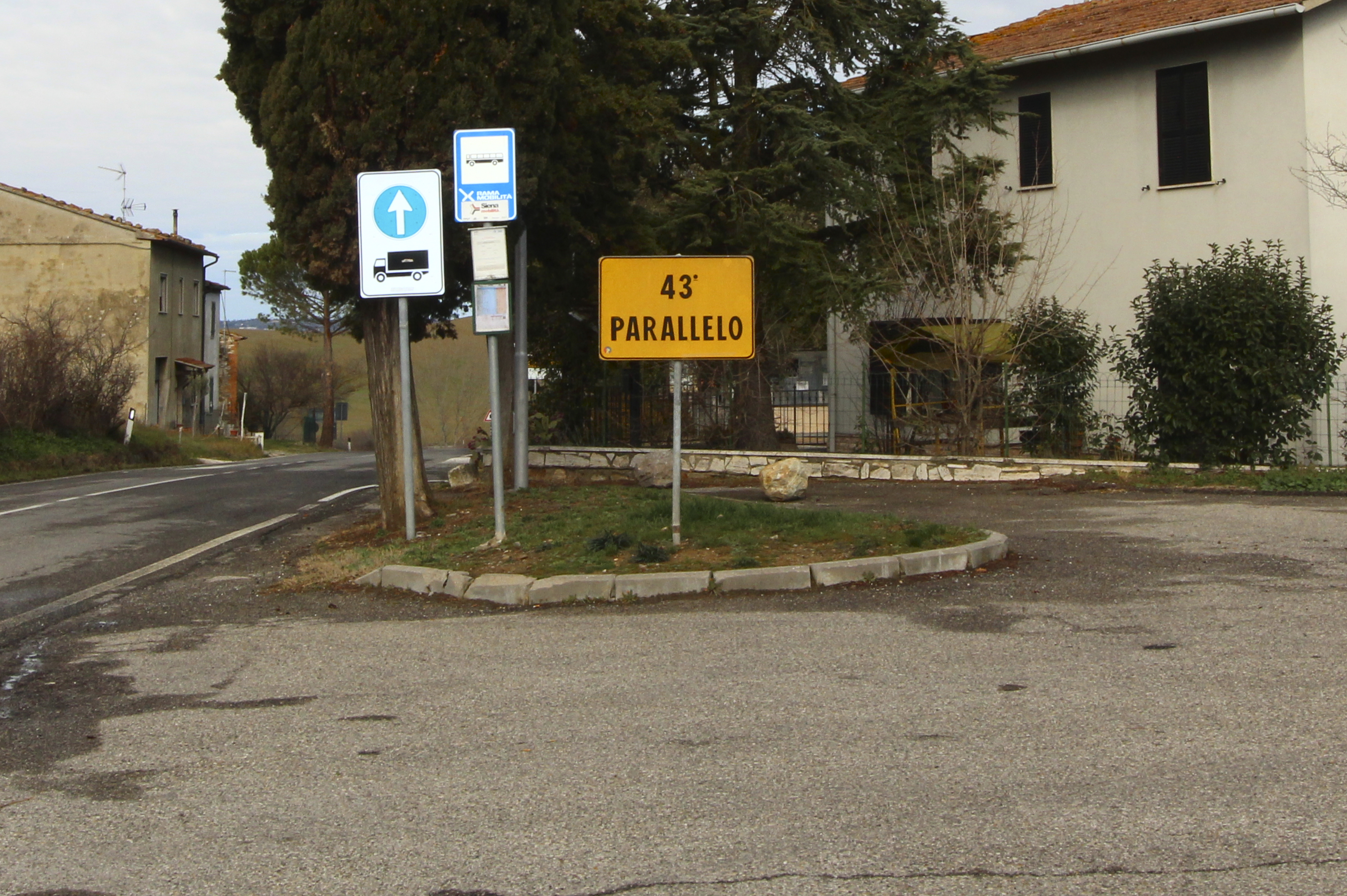
Placa informativa em Gallina, Castiglione d'Orcia, Val d'Orcia, na província de Siena, Toscana, Itália

O Paralelo 43 N é o paralelo no 43° grau a norte do plano equatorial terrestre.
Começando pelo Meridiano de Greenwich e tomando a direção leste, o paralelo 43° Norte passa por:
| País, território ou mar | Notas                                                                                |
| ----------------------- | ------------------------------------------------------------------------------------ |
| França                  |                                                                                      |
| Mar Mediterrâneo        | Golfo de Leão                                                                        |
| França                  | Îles d'Hyères                                                                        |
| Mar Mediterrâneo        |                                                                                      |
| França                  | Córsega                                                                              |
| Mar Mediterrâneo        | Passa a sul da ilha Capraia, Itália                                                  |
| Itália                  |                                                                                      |
| Mar Adriático           | Passa a sul da ilha Vis, Croácia · Passa a sul da ilha Korčula, Croácia              |
| Croácia                 |                                                                                      |
| Bósnia e Herzegovina    |                                                                                      |
| Montenegro              |                                                                                      |
| Sérvia                  |                                                                                      |
| Kosovo                  | Território reclamado pela Sérvia                                                     |
| Sérvia                  |                                                                                      |
| Bulgária                |                                                                                      |
| Mar Negro               |                                                                                      |
| Geórgia                 | Incluindo a Abecázia                                                                 |
| Rússia                  |                                                                                      |
| Mar Cáspio              |                                                                                      |
| Cazaquistão             |                                                                                      |
| Uzbequistão             |                                                                                      |
| Cazaquistão             |                                                                                      |
| Quirguistão             |                                                                                      |
| Cazaquistão             |                                                                                      |
| China                   | Xinjiang                                                                             |
| Mongólia                |                                                                                      |
| China                   | Mongólia Interior Liaoning Jilin - cerca de 26 km Liaoning - cerca de 14 km Jilin    |
| Coreia do Norte         |                                                                                      |
| China                   | Jilin                                                                                |
| Rússia                  | Krai do Litoral - passa a sul de Vladivostok                                         |
| Mar do Japão            | Baía de Amur                                                                         |
| Rússia                  | Ilha Russky                                                                          |
| Mar do Japão            | Baía de Ussuri                                                                       |
| Rússia                  |                                                                                      |
| Mar do Japão            |                                                                                      |
| Japão                   | Ilha de Hokkaidō                                                                     |
| Oceano Pacífico         |                                                                                      |
| Estados Unidos          | Oregon Idaho Wyoming Fronteira Dakota do Sul / Nebraska Dakota do Sul Iowa Wisconsin |
| Lago Michigan           |                                                                                      |
| Estados Unidos          | Michigan                                                                             |
| Canadá                  | Ontário                                                                              |
| Estados Unidos          | Nova Iorque Vermont New Hampshire                                                    |
| Oceano Atlântico        |                                                                                      |
| Espanha                 |                                                                                      |
| França                  |                                                                                      |